# Projekt 861
Projekt 861 (v kódu NATO třída Moma) je třída hydrografických výzkumných lodí sovětského námořnictva. Celkem bylo postaveno 32 jednotek této třídy, z toho 29 pro sovětské námořnictvo a po jedné pro Bulharsko, Jugoslávii a Polsko. Prototyp byl ve službě od roku 1967. Dvanáct sovětských plavidel bylo během služby upraveno na špionážní lodě. Dvě po rozpadu Sovětského svazu získala Ukrajina. Jugoslávské plavidlo po rozpadu země získalo Chorvatsko.

## Stavba
Plavidla této třídy postavily polské Gdaňské loděnice v Gdaňsku.
Jednotky projektu 861:
| Jméno                          | Uživatel   | Verze         | Spuštěna           | Vstup do služby    | Status |
| ------------------------------ | ---------- | ------------- | ------------------ | ------------------ | --- |
| Arktika                        | SSSR       | Projekt 861   | 9. května 1967     | 30. prosince 1967  | Vyřazena 2003. |
| Tajmyr                         | SSSR       | Projekt 861   | 1967               | 31. března 1968    | Vyřazena 2000. |
| Zapoljarje                     | SSSR       | Projekt 861   | 10. října 1967     | 30. května 1968    | Vyřazena 1994. |
| Archipelag                     | SSSR       | Projekt 861   | 30. listopadu 1967 | 30. června 1968    | Roku 1968 modernizována na špionážní loď projektu 861M. V letech 1986–1987 modernizována na verzi projekt 861M2. Vyřazena 1994. |
| Askold                         | SSSR       | Projekt 861   | 30. prosince 1967  | 31. července 1968  | Vyřazena 2008. |
| Ekwator                        | SSSR       | Projekt 861   | 30. března 1968    | 31. řína 1968      | Roku 1976 modernizována na špionážní loď projektu 861M. Aktivní. |
| Odograf                        | SSSR       | Projekt 861   | 29. října 1968     | 31. března 1969    | Aktivní. |
| Pelorus                        | SSSR       | Projekt 861   | 30. listopadu 1968 | 31. května 1969    | Roku 1969 modernizována na špionážní loď projektu 861M. Roku 1978 modernizována na verzi projekt 861M2. Vyřazena 1993. |
| Naktouz                        | SSSR       | Projekt 861   |                    | 30. června 1969    | Od roku 1970 Berezaň. Od roku 1997 ukrajinská špionážní loď Berezaň (U602). |
| Rybačij                        | SSSR       | Projekt 861   | 27. úbora 1969     | 30. srpna 1969     | Roku 1989 modernizována na špionážní loď. Vyřazena 1997. |
| Antarktida                     | SSSR       | Projekt 861   | 16. října 1969     | 28. února 1970     | Aktivní. |
| Moržovec                       | SSSR       | Projekt 861   | 24. listopadu 1969 | 31. března 1970    | Vyřazena 1998. |
| Kildin                         | SSSR       | Projekt 861   | 31. prosince 1969  | 23. května 1970    | Roku 1970 modernizována na špionážní loď projektu 861M. Aktivní. |
| Kriljon                        | SSSR       | Projekt 861   | 20. února 1970     | 25. června 1970    | Vyřazena 2013. |
| Nachodka                       | SSSR       | Projekt 861   | 27. března 1970    | 10. srpna 1970     | Roku 1970 modernizována na špionážní loď projektu 861M. V letech 1986–1987 modernizována na verzi projekt 861M2. Vyřazena 1998. |
| Okean                          | SSSR       | Projekt 861   | 30. dubna 1970     | 16. září 1970      | Roku 1989 modernizována na špionážní loď. Vyřazena 2001. |
| Čeleken                        | SSSR       | Projekt 861   | 30. května 1970    | 27. října 1970     | Aktivní. |
| Kolgujev                       | SSSR       | Projekt 861   | 15. července 1970  | 30. listopadu 1970 | Aktivní. |
| Liman                          | SSSR       | Projekt 861   | 19. srpna 1970     | 23. prosince 1970  | Roku 1989 modernizován na špionážní loď. Dne 27. dubna 2017 se potopila severozápadně od úžiny Bospor po srážce s nákladní lodí Youzarsif H, převážející 8000 ovcí z Rumunska do Jordánska. Celá posádka byla zachráněna. Liman na poslední plavbě mířil na misi do Sýrie. |
| Seliger                        | SSSR       | Projekt 861   | 31. října 1970     | 31. března 1971    | Roku 1969 modernizována na špionážní loď projektu 861M. Roku 1978 modernizována na verzi projekt 861M2. Vyřazena 1993. |
| Sever                          | SSSR       | Projekt 861   | 2. prosince 1970   | 15. dubna 1971     | Aktivní. |
| Elton                          | SSSR       | Projekt 861   | 29. července 1971  | 17. prosince 1971  | Vyřazena 1994. |
| Altair                         | SSSR       | Projekt 861   | 31. srpna 1971     | 12. ledna 1972     | Vyřazena 1997. |
| Ilmen                          | SSSR       | Projekt 861   | 20. listopadu 1971 | 31. března 1972    | Roku 1972 modernizována na špionážní loď projektu 861M. V letech 1986–1987 modernizována na verzi projekt 861M2. Vyřazena 1993. |
| Andromeda                      | SSSR       | Projekt 861   | 15. února 1972     | 16. června 1972    | Aktivní. |
| Antares                        | SSSR       | Projekt 861   | 20. listopadu 1972 | 31. března 1973    | Vyřazena 2015. |
| Mars                           | SSSR       | Projekt 861   | 22. prosince 1972  | 29. května 1973    | Vyřazena 2012. |
| Jupiter                        | SSSR       | Projekt 861   | 31. ledna 1973     | 28. června 1973    | Modernizována na špionážní loď projektu 861M. Od roku 1995 ukrajinská špionážní loď Simferopol (U511). Od roku 2006 cvičná loď. Od roku 2011 trupové číslo U543. Vyřazena 2012. Po okupaci Krymu ukořistěna Ruskem. Sešrotována.                                           |
| Vega                           | SSSR       | Projekt 861   | 16. března 1973    | 18. srpna 1973     | Roku 1975 modernizována na špionážní loď projektu 861M a později na verzi projekt 861M2. Vyřazena 1995. |
| Admiral Branimir Ormanov (401) | Bulharsko  | Projekt 861MV | 24. prosince 1975  | 23. března 1976    | Vyřazena 2008. |
| Kopernik                       | Polsko     | Projekt 861   | 18. září 1970      | 31. ledna 1971     | Vyřazena 2005. |
| Andrija Mohorovičić (PH-33)    | Jugoslávie | Projekt 861J  | 12. února 1971     | 19. června 1971    | Roku 1991 ukořistěna Chorvatskem. Do námořnictva zařazena jako cviční loď Andrija Mohorovičić (BŠ-72). Roku 2008 převedena k pobřežní stráži. Aktivní. |

## Konstrukce

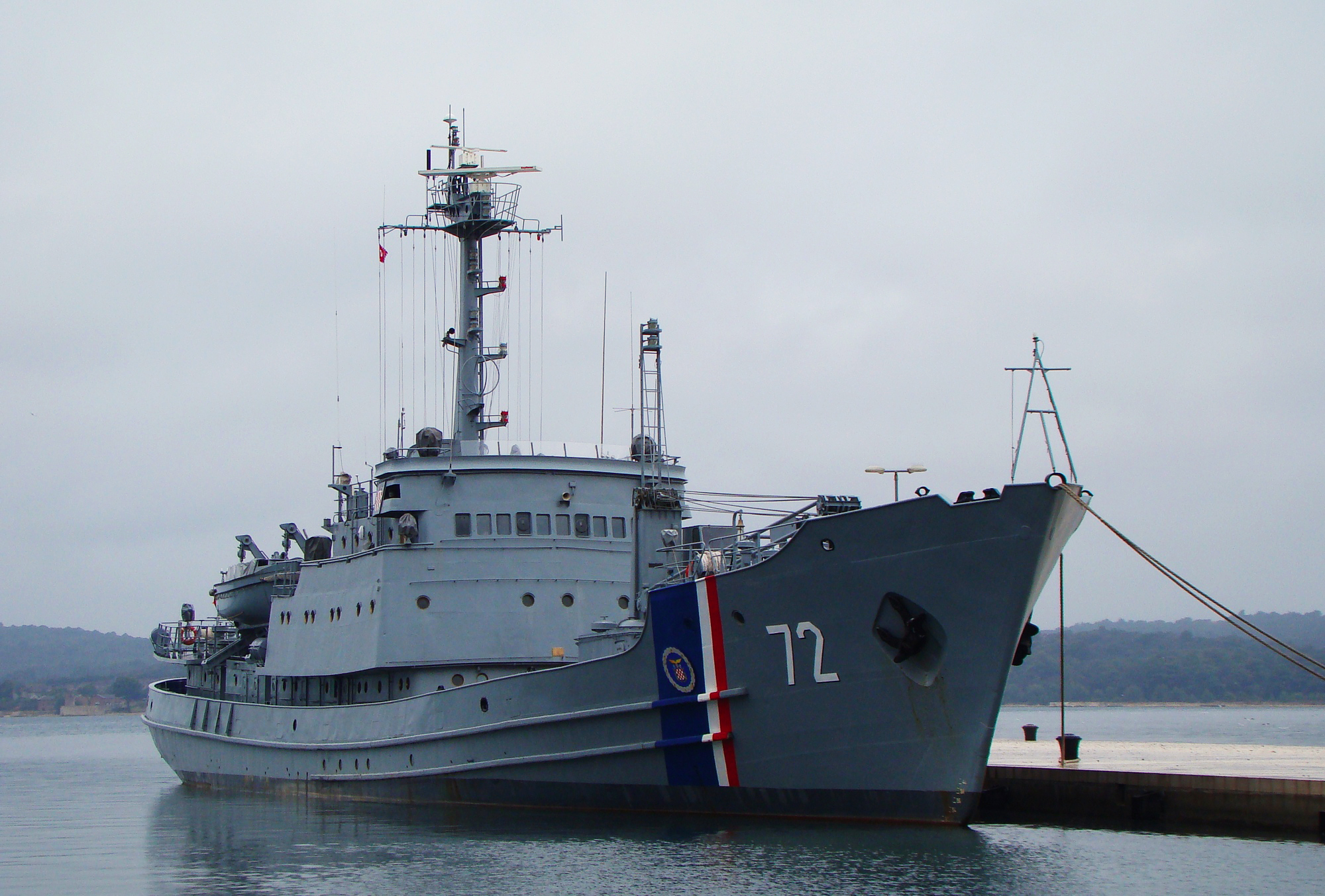
Chorvatské plavidlo Andrija Mohorovičić (BŠ-72)

Plavidlo bylo vybaveno dvěma navigačními radary Don, systémem ARP-50R a podvodními komunikačními systémy MG-13 a MG-26 Chosta. Pohonný systém tvoří dva diesely Zgoda-Sulzer 6ТD-48, každý o výkonu 1800 hp, pohánějící dva lodní šrouby se stavitelnými lopatkami. Nejvyšší rychlost dosahuje 17,3 uzlu. Dosah je 8900 námořních mil při rychlosti 11 uzlů.

### Modifikace
Devět plavidel bylo zpraveno na špionážní lodě pro signálové zpravodajství (Electronic Intelligence, ELINT) projektu 861M. Z těchto devíti plavidel bylo později šest modernizováno na verzi Projekt 861M2. Další tři byly upraveny na špionážní lodě, aniž by tato úprava dostala své označení.